# Staurochilus
Staurochilus é um género botânico pertencente à família das orquídeas (Orchidaceae).